# Trochocyathus wellsi
Trochocyathus wellsi är en korallart som beskrevs av Stephen D. Cairns 2004. Trochocyathus wellsi ingår i släktet Trochocyathus och familjen Caryophylliidae. Inga underarter finns listade i Catalogue of Life.